# 2010AL30

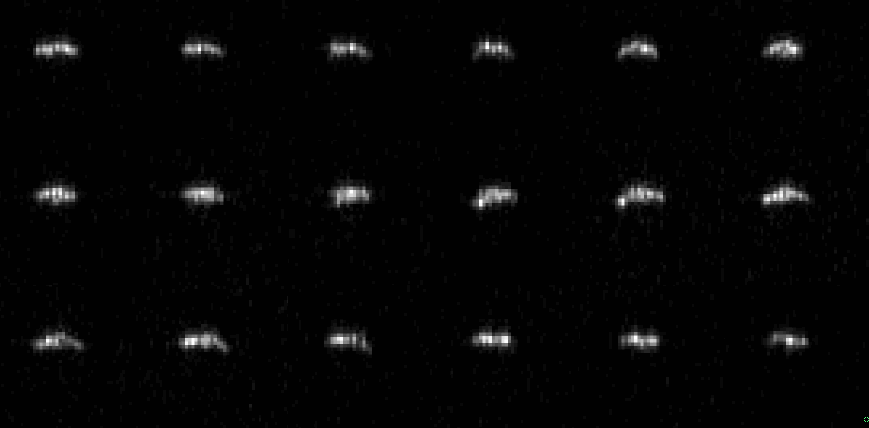
Frames de um radar do asteroide 2010AL30.

2010AL30 é um asteroide próximo à Terra, que pertencente ao grupo Apolo, descoberto em 10 de janeiro de 2010.
Os cientistas italianos Ernesto Guido e Giovanni Sostro disseram à RIA Novosti que seu período orbital é quase exatamente um ano, e pode ser um foguete gasto. Entretanto, foi identificado como um asteroide próximo à Terra.
Em 13 de janeiro de 2010, ele passou pela Terra a 0,0008624 UA(129.010 km ; 80.170 mi), cerca de 1/3 da distância da Terra à Lua.
Com base em um diâmetro estimado de 10-15 m, se 2010 AL30 tivesse entrado na atmosfera da Terra, ele teria criado uma explosão aérea de meteoro entre equivalente 50 kT e 100 kT (quilotons de TNT).  A bomba atômica "Fat Man" de Nagasaki teve um rendimento entre 13-18 kT.